# Cappella del Beato Jacopo da Varagine
La cappella del Beato Jacopo da Varagine è un edificio religioso sito in posizione isolata, su una collina, nella frazione di Casanova a Varazze, in provincia di Savona.

## Storia e descrizione

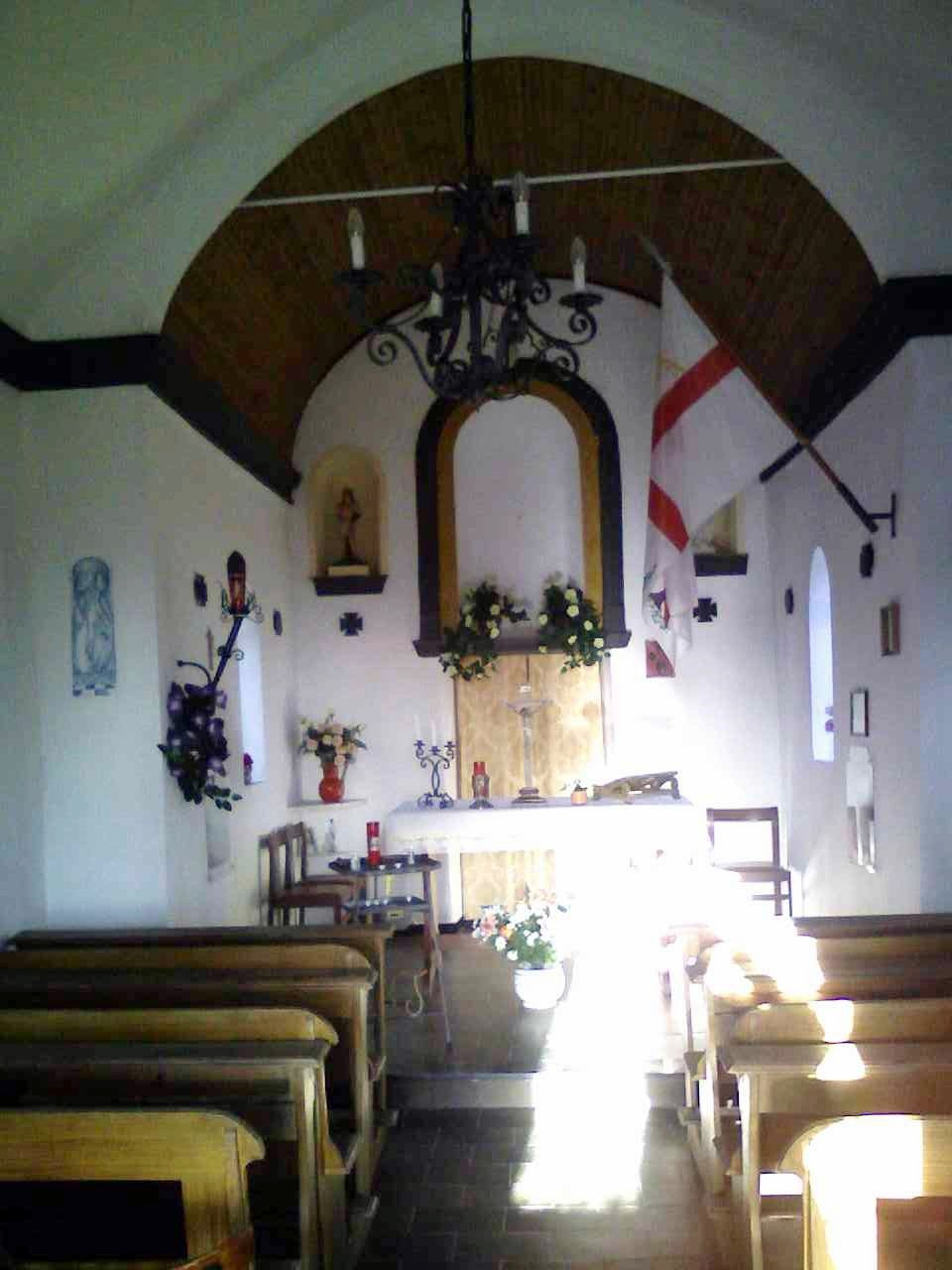
L'interno

Antica cappella di epoca incerta, si trova sul luogo ove si ritiene sorgesse la casa natale di Jacopo da Varagine.
Deve il suo aspetto attuale ad interventi della seconda metà del XX secolo, anche se all'interno si riconosce ancora l'antica volta a botte. Di assai modeste dimensioni, a navata unica, ha presbiterio quadrato e un piccolo campanile in facciata, sopra la porta di ingresso.
Ubicata lungo sentieri escursionistici, da qui si raggiunge, con un paio di chilometri di percorso, il santuario della Guardia che domina Varazze.